# Гранање (ботаника)
Гранање је процес образовања система изданака на стаблу, чиме се постиже повећање површине биљног тела и омогућава повољнији положај листова. Такође, грањање прати и раст корена (што је нарочито својствено голосеменицама и скривеносеменицама), али је карактеристика и проводних судова у стаблу и листовима, цветних делова итд.

## Типови гранања
Постоји више типова гранања, али је основних два. То су дихотомо и моноподијално. 
Дихотомо гранање настаје када се темена ћелија дели на две од који ће свака дати скоро исте гране. Овај тип се јавља код алги и неких маховина јетрењача, на пример. Код моноподијалног гранања главна осовина не прекида раст, већ стално развија бочне гране које су обично слабије развијене. И моноподијално гранање се јавља код алги, али и лиснатих маховина, раставића, као и биљака са семеном, посебно четинара, попут бора, јеле и ариша. 
Позната је и тзв. привидна дихотомија, али се она може извести из моноподијалног гранања. Пошто су код већег броја дрвенастих врста пупољци наспрамно постављени, ако из било ког разлога (услед смрзавања или повреде, рецимо) дође до прекида у расту темене купе изданка, прва два пупољка испод ње ће се развијати готово подједнако. Код дивљег кестена и јоргована темени пупољак развија цваст, па тако прекида раст и долази до овог типа гранања. 
Симподијално гранање може да се изведе из оба основна типа. Приликом моноподијалног гранања главна осовина може да прекине раст или да се бочно савије. Њен положај тада преузима следећа бочна грана, а касније она обуставља раст да би њен положај преузела наредна. И тај процес се понавља. Велики број врста се грана на овакав начин; липа, леска, бреза, јагода, копитњак и многе врсте љутића, на пример. Приликом дихотомог гранања једна грана може да се развије јаче од друге и да је потисне у страну. Тада та грана изгледа као главна осовина. Овакво симподијално гранање је познато само код рода Selaginella. Код најчешће зељастих биљака које се гранају симподијално, долази до одумирања темених пупољака, па су бочне гране развијеније и са већим бројем листова. Ово се сматра прогресивном карактеристиком.

## Филогенија и еволуција
Многи родови имају врсте са више типова гранања. Прелаз од моноподијалног ка симподијалном и обратно је текао на више начина и независно један од другог у различитим породицама. Гранање је у еволуцији био један од основних процеса. Сматра се да је најстарији тип гранања дихотомија. У прилог овоме сведоче уочена гранања код риниофита, али и савремених пречица и алги. Најпре се дихотомо гранање одвијало тако да су се добијале две истоветне гране, што се назива изотомија, али је позната и анизотомија, када се гране нису развијале једнако. Овако су се гранали представници изумрлог рода Horneophyton. Временом је анизотомија прешла у дихоподијално гранање, где је једна грана растом превазилазила другу. Ово гранање се често меша са симподијалним, а било је присутно код изумрлог рода Asteroxylon, а данас код многих пречица, раставића и папрати. Из дихоподијалног гранања је настало моноподијално, а из њега симподијално, које је и најприсутније код цветница.

## Значај
Начин гранања, број, брзина и правац раста грана, као и друге одлике, одређују спољашњи изглед биљке, хабитус, што је значајно у препознавању.